# Idaea carneola
Idaea carneola là một loài bướm đêm trong họ Geometridae.